# Fernando Tatís
Fernando Gabriel Tatís (San Pedro de Macorís, 1º gennaio 1975) è un ex giocatore di baseball dominicano.
Tatís detiene il record di punti battuti a casa (8) in un solo inning ed è l'unico giocatore nella storia della MLB ad aver colpito due grand slam in un inning.
È padre di Fernando Jr. giocatore nella Major League, e di Elijah, che ha firmato per la minor league nel 2019.

## Carriera

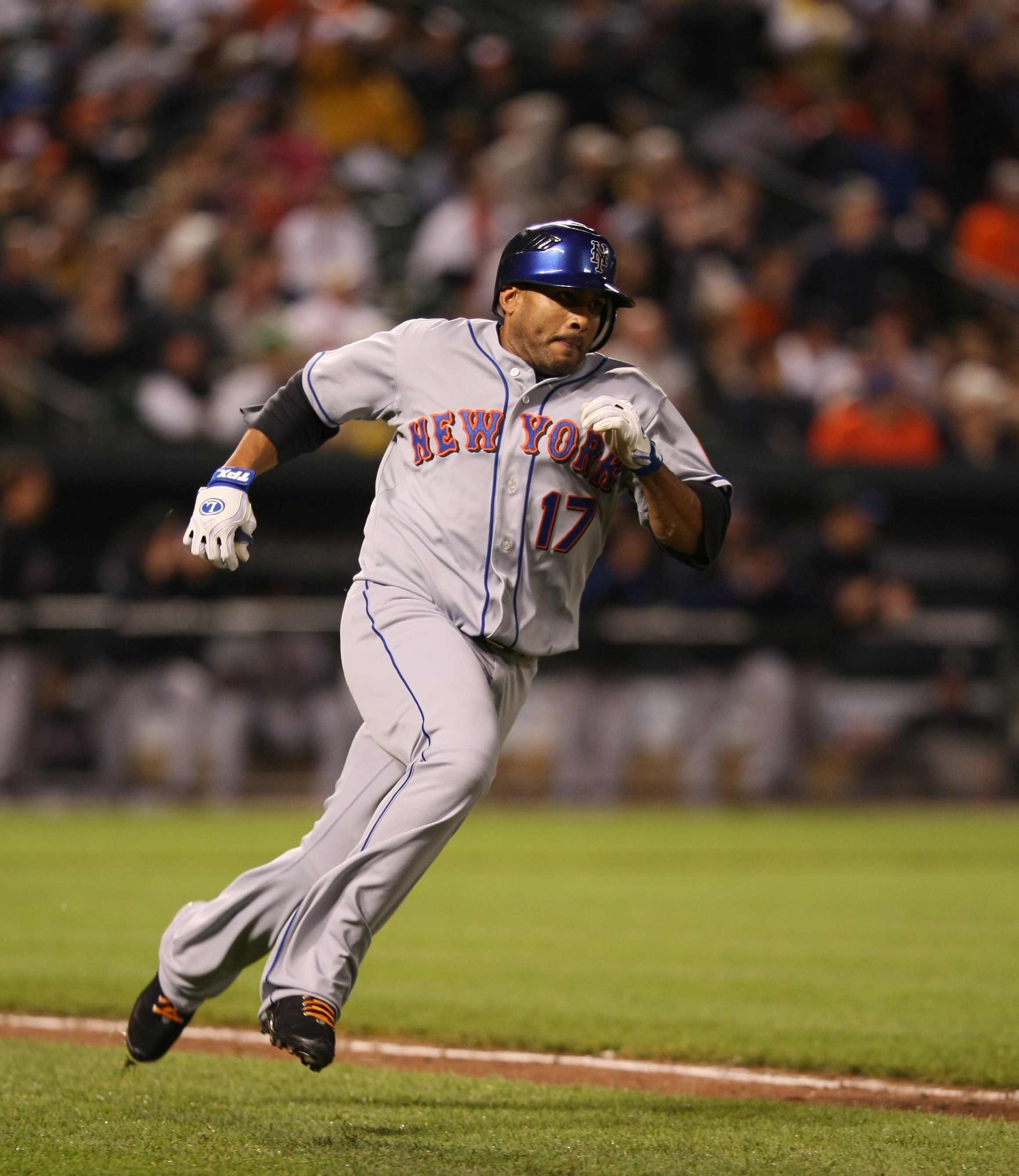
Tatís con i Mets nel 2009

### Inizi e Minor League (MiLB)
Fernando Gabriel Tatís è nato a San Pedro de Macorís nella Repubblica Dominicana, da Fernando Antonio Tatís, giocatore di baseball nella minor league dal 1969 al 1978, e Yudelca Tatís.
Tatís firmò come free agent internazionale il 25 agosto 1992 con i Texas Rangers, ma iniziò a giocare nel 1994, nella classe Rookie. Nel 1995 giocò nella classe A e nel 1996 nella classe A-avanzata.

### Major League (MLB)
Debuttò nella MLB il 26 luglio 1997, al Comiskey Park (II) di Chicago contro i Chicago White Sox. Schierato come terza base titolare, Tatís colpì la sua prima valida nel primo turno di battuta affrontato, facendo entrare un punto a casa. Il giorno seguente sempre contro i White Sox, batté il suo primo fuoricampo, nel suo primo turno di battuta affrontato nella partita. Concluse la stagione con 60 partite disputate nella MLB e 102 nella Doppia-A.
Il 31 luglio 1998, i Rangers scambiarono Tatís, Darren Oliver e Mark Little con i St. Louis Cardinals per Royce Clayton e Todd Stottlemyre.
Il 23 aprile 1999 contro i Dodgers, Tatís divenne il primo giocatore della storia a colpire due grand slam in un solo inning, diventando inoltre il giocatore ad aver fatto segnare il maggior numero di punti battuti a casa in un inning. Terminò la stagione con una media battuta di .298 con 34 home run battuti, 107 RBI e 21 basi rubate.
Disputò solamente 96 partite durante la stagione 2000 a causa di un infortunio. Il 14 dicembre 2000, i Cardinals scambiarono Tatís e Britt Reames con i Montreal Expos per Dustin Hermanson e Steve Kline. Nelle tre stagioni successive con gli Expos riuscì a disputare solo 208 partite sulle 486 affrontate dalla franchigia, a causa di vari infortuni subìti. Divenne free agent il 27 ottobre 2003.
Il 6 gennaio 2004, Tatís firmò con i Tampa Bay Devil Rays con invito agli allenamenti primaverili, ma venne svincolato il 24 marzo, prima dell'inizio della stagione regolare. Tornò quindi in Repubblica Dominicana, non partecipando a stagioni professionistiche sia 2004 che nel 2005.
Il 25 novembre 2005, Tatís firmò un contratto con i Baltimore Orioles per guadagnare i soldi sufficienti alla costruzione di una chiesa. Giocò per gran parte della stagione in Canada con gli Ottawa Lynx della Tripla-A, tornando poi dal 21 luglio nella MLB per 28 partite con gli Orioles. Divenne free agent a fine stagione.
Il 9 febbraio 2007, firmò con i Los Angeles Dodgers, che lo svincolarono però il 14 marzo. Il 23 marzo, firmò con i New York Mets, passando l'intera stagione nella Tripla-A. Divenuto free agent a fine stagione, rifirmò con i Mets il 13 marzo 2008, disputando 92 partite nella MLB e 37 nella Tripla-A. Nel 2009 e 2010 giocò esclusivamente nella MLB, partecipando rispettivamente a 125 partite e 41 partite. Giocò la sua ultima partita di MLB il 4 luglio 2010 contro i Nationals. Venne svincolato a fine stagione.

### Campionato Dominicano, Liga Messicana e Ritiro
Dal 2010 al 2013 partecipò principalmente al campionato invernale dominicano. Nel 2014 giocò 23 partite con i Vaqueros Laguna della Liga Mexicana de Béisbol. Tatís annunciò il ritiro dal baseball professionistico il 5 ottobre 2014.

## Carriera da allenatore
Nel gennaio 2018, i Boston Red Sox annunciarono di aver assunto Tatís come allenatore di una delle due squadre di classe Rookie della Dominican Summer League.

## Palmares
- Maggior numero di grand slam in un inning: 2 GSH

23 aprile 1999
- Maggior numero di punti battuti a casa in un inning: 8 RBI

23 aprile 1999